# Kandake

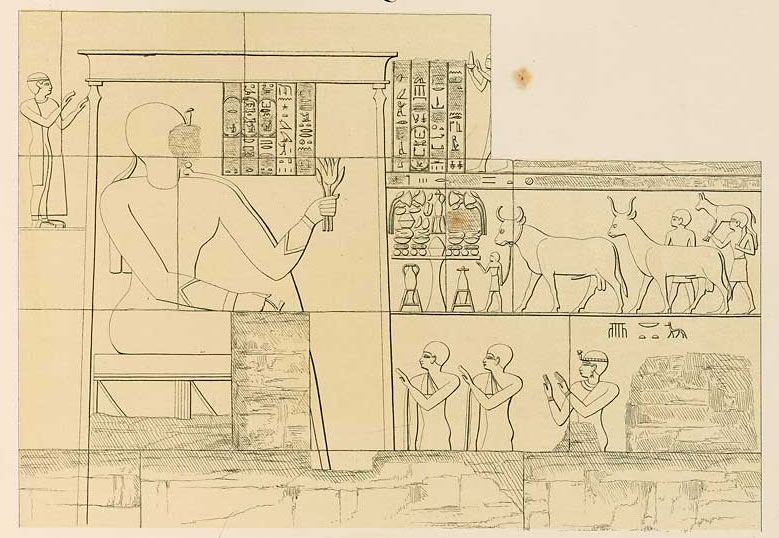
Die Kandake Bartareauf einem Relief ihrer Pyramidenkapelle

Bei Autoren der klassischen Antike galt Kandake meist als Eigenname, den alle nubischen Königinnen trugen. Tatsächlich handelt es sich jedoch um einen Titel, der sich vom meroitischen Wort kdke, (wahrscheinlich) „Königsmutter“, herleitet. Da der König als Sohn des Gottes Amun galt, kam der Königsmutter als Trägerin der Erblinie eine größere Bedeutung zu als in Ägypten. Sie erschien in Meroe in Ritualszenen, die im Ägypten der Ptolemäerzeit dem König vorbehalten waren, und war an der tatsächlichen Herrschaft beteiligt. Viele Forscher halten im meroitischen Königshaus eine matrilineare Erbfolge für üblich (demnach wäre nicht der älteste Sohn eines Königs primärer Thronfolger, sondern der älteste Sohn der ältesten Schwester des Königs).
Im Königreich von Meroe gab es auch zahlreiche regierende Königinnen, die (in Anlehnung an die neutestamentliche und lateinische Überlieferung) häufig in der europäischen Geschichtsschreibung ebenfalls irrtümlich als Kandake bezeichnet werden. Regierende Königinnen trugen in Meroe jedoch nie den Titel kdke, sondern stets den Titel qore „König“ genau wie ihre männlichen Kollegen (die meroitische Sprache kannte kein grammatisches Geschlecht).
Nach Strabon (Geographika 17,54) war Kandake eine Königin der Äthiopier zur Zeit des Augustus. In der Antike bezeichnete aithiops (αἴθω) (Äthiopoer) noch nicht die Bewohner der heutigem Landes Äthiopien, sondern von dunkelhäutigen Menschen in Afrika, bisweilen auch das gesamte Afrika südlich der Sahara. Strabon beschreibt Kandake als „mannhaftes Weib und verstümmelt an einem Auge“. Hauptstadt war Napata.
In Kapitel 8 der Apostelgeschichte (Apg 8,27 ) wird ein Äthiopier erwähnt, der nach Jerusalem gekommen war, um Gott anzubeten. Er wird beschrieben als „ein Kämmerer, Hofbeamter der Kandake, der Königin der Äthiopier, der über ihrer ganzen Schatzkammer stand“. Die Kandake der Apostelgeschichte war vermutlich Amanitore, die zur Zeit des Königs Natakamani diesen Titel trug.
Kandake, die in der Forschung mit Amanirenas gleichgesetzt wird, leitete einen Aufstand gegen die Römer, bei dem Syene, Elephantine und Philai erobert wurden. Die Äthiopier machten Gefangene und rissen die Standbilder der römischen Kaiser (Caesaren) nieder, die sie nach Napata verbrachten. Der römische Feldherr Publius Petronius warf den Aufstand nieder, nahm die äthiopischen Städte Pselchis, Premnis und Napata ein und zog sich dann mit seinen Gefangenen nach Alexandria zurück. Er hatte jedoch weder Kandake noch deren Sohn ergreifen können. Kandake griff daraufhin die von Petronius zurückgelassenen Besatzungstruppen an. Petronius kam diesen zu Hilfe und Kandake unterwarf sich angeblich Caesar, jedoch ohne irgendwelche Abgaben zu entrichten, woraus zu schließen ist, dass der römische Vorstoß weitgehend erfolglos blieb.
Im Englischen ist der von Kandake abgeleitete weibliche Vorname Candice verbreitet.

## Liste der Königinnen mit dem Titel Kandake
| Name           | Thronname | Datierung      | Kommentar                                 |
| -------------- | --------- | -------------- | ----------------------------------------- |
| Bartare        |           | um 200 v. Chr. |                                           |
| unbekannt      |           |                | Inschrift aus Kawa                        |
| Name unbekannt |           | um 200 v. Chr. | begraben in Pyramide Meroe Beg S1 oder S9 |
| Sar...tin      |           |                | begraben in der Pyramide Meroe Beg S4     |
| Amanirenas     |           | um 20 v. Chr.  |                                           |
| Amanischacheto |           |                |                                           |
| Amanitore      | Merkare   | um 50 n. Chr.  |                                           |
| Quelle:        |           |                |                                           |